# Pasmo programowe
Pasmo programowe – przedział czasowy w trakcie doby, określany przez nadawcę radiowego oraz telewizyjnego, będący integralnym elementem ramówki danej stacji. Poszczególne pasma programowe posiadają różną oglądalność/słuchalność. W konkretnych pasmach emitowane są programy (audycje) telewizyjne/radiowe o odmiennej treści, np. pasma edukacyjne, rozrywkowe, informacyjne.
Rodzaje pasm:
- pasmo poranne
- pasmo popołudniowe
- pasmo wieczorne
- pasmo nocne – w telewizji nadawane są wtedy programy dla dorosłych i powtórkowe lub nie jest emitowany żaden program (w tym czasie emitowana jest plansza testowa)

oraz:
- prime-time – termin określający porę, w której dana stacja osiąga zazwyczaj najwyższą oglądalność – nadawane są wtedy programy, w których stacja pokłada największe nadzieje.
- daytime – przeciwieństwo prime time; umowny zakres czasu, w którym oglądalność programów telewizyjnych jest mniejsza niż w porach późniejszych – nadawane są wtedy programy mniej popularne i istotne, czyli np. opery mydlane; daytime to zwykle godziny 8-16.

Można zwrócić uwagę, że główne wydania telewizyjnych serwisów informacyjnych na kanałach publicznych i komercyjnych są nadawane wieczorami, czyli w prime time.